# Гиомар II (виконт Леона)
Гиомар II (фр. Guyomar II, брет. Gwioñvarc'h II; убит в 1103) — виконт Леона.

## Биография
Скорее всего, между Морваном, упоминаемыми в 1030/1031 году, и Гиомаром II было ещё несколько виконтов Леона. Гиомар мог быть потомком Гиомара I, называемого виконтом Леона в то же время, что и Морван. В 1103 году Гиомар II был убит.
После смерти Гиомара, виконтом Леона стал, вероятно, его родственник Эрве I (II), однако степень их родства точно не установлена.